# Thyriodes dissimilis
Thyriodes dissimilis är en fjärilsart som beskrevs av Druce 1911. Thyriodes dissimilis ingår i släktet Thyriodes och familjen nattflyn. Inga underarter finns listade i Catalogue of Life.